# Ferreira Gomes
Ferreira Gomes is een gemeente in de Braziliaanse deelstaat Amapá. De gemeente telt 5.475 inwoners (schatting 2009).

## Geografie

### Hydrografie
De plaats ligt aan de rivier de Araguari waarin zich de waterkrachtcentrales Usina Hidrelétrica: Cachoeira Caldeirão, Coarcy Nunes en Ferreira Gomes bevinden. De rivieren de Falsino, Santo Antônio en Tracajatuba monden uit in de Araguari. De rivier de Pedreira maakt deel uit van de gemeentegrens.

### Aangrenzende gemeenten
De gemeente grenst aan Cutias, Macapá, Pedra Branca do Amapari, Porto Grande, Pracuúba, Serra do Navio en Tartarugalzinho.

### Beschermd gebied

#### Bosgebied
- Floresta Nacional de Amapá

## Verkeer en vervoer

### Wegen
Ferreira Gomes is via de hoofdweg BR-156 verbonden met Macapá, de hoofdstad van de staat Amapá en in noordelijke richting met het grensgebied van Frans-Guyana.